# James H. Hughes

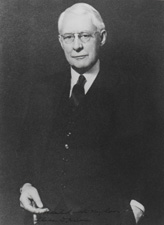
James H. Hughes

James Hurd Hughes (* 14. Januar 1867 bei Felton, Kent County, Delaware; † 29. August 1953 in Lewes, Delaware) war ein US-amerikanischer Politiker der Demokratischen Partei.

## Leben
Nachdem James Hughes das Collegiate Institute in Dover, eine weiterführende Schuleinrichtung, besucht und auch Privatunterricht erhalten hatte, arbeitete er zunächst einige Jahre lang als Lehrer an einer Schule im Kent County, bevor er Jura studierte und 1890 in die Anwaltskammer aufgenommen wurde. Neben seiner Arbeit als Jurist war er danach auch in der Landwirtschaft und im Bankgewerbe tätig.
Ab 1897 hatte Hughes das Amt des Secretary of State von Delaware inne, das er bis 1901 bekleidete. 1912 war er Delegierter Delawares im Electoral College, das Woodrow Wilson zum US-Präsidenten wählte. Er kandidierte 1916 für die Demokraten als Gouverneur des Staates, unterlag aber mit 47 Prozent der Stimmen dem Republikaner John G. Townsend, der 52 Prozent erhielt.
Erst 20 Jahre später kehrte James Hughes in die Politik zurück, als er im Kampf um eines der beiden Mandate Delawares im US-Senat den republikanischen Amtsinhaber Daniel O. Hastings besiegte. Hughes erhielt 53 Prozent der Stimmen, Hastings nur 41. Nach sechsjähriger Amtszeit vom 3. Januar 1937 bis zum 2. Januar 1943, wobei in diesen sechs Jahren durchweg die Demokraten die Mehrheit im Kongress besaßen, verlor er bei den Vorwahlen seiner Partei gegen E. Ennalls Berl. Dieser unterlag jedoch bei der eigentlichen Wahl dem Republikaner C. Douglass Buck.
Nach Ende seiner politischen Laufbahn kehrte James H. Hughes in den Anwaltsberuf zurück. Zudem fungierte er bis zu seinem Tod am 29. Januar 1953 als Direktor einer Bank in Delaware.